# Estonia na Letnich Igrzyskach Olimpijskich 2004
Estonię na XXVIII Letnich Igrzyskach Olimpijskich w Atenach reprezentowało 42 sportowców w 10 dyscyplinach. Był to 9 start Estończyków na letnich igrzyskach olimpijskich.

## Zdobyte medale
| Medal  | Zawodnik           | Dyscyplina sportowa | Konkurencja             |
| ------ | ------------------ | ------------------- | ----------------------- |
| Srebro | Jüri Jaanson       | Wioślarstwo         | jedynka mężczyzn        |
| Brąz   | Aleksander Tammert | Lekkoatletyka       | rzut dyskiem mężczyzn   |
| Brąz   | Indrek Pertelson   | Judo                | powyżej 100 kg mężczyzn |